# Incomparável
Incomparável é um álbum de estúdio da cantora brasileira Bruna Karla, lançado em maio de 2017 pela gravadora MK Music.
Sucessor de Como Águia (2014), o projeto foi produzido por seu marido, Bruno Santos. Os arranjos, teclados e pianos são do tecladista Kleyton Martins que, pela primeira vez, trabalhou com Bruna, além da participação de Bene Maldonado, do Fruto Sagrado, na engenharia de áudio e mixagem.[carece de fontes?]
O single do álbum, "Força", foi liberado no final de abril nas plataformas digitais.
O álbum foi indicado ao Grammy Latino na categoria de "Melhor Álbum de Música Cristã em Língua Portuguesa" do ano de 2017.
| Críticas profissionais | Críticas profissionais |
| Avaliações da crítica  | Avaliações da crítica  |
| Fonte                  | Avaliação              |
| ---------------------- | ---------------------- |
| Super Gospel           | [ 3 ]                  |

## Faixas
1. O Que Darei a Ti (Filipe Bitencourt e Renato César)
2. Força (Léo Casper)
3. Meu Melhor Amigo (part. Aline Barros) (Edson Feitosa e Ana Feitosa)
4. Fé e a Razão (Pr. Lucas)
5. Nova Criatura (Pr. Lucas)
6. Deus do Impossível (Léo Casper)
7. Meu Deus Cuidará de Mim (Léo Casper)
8. Quando Eu Clamo (Léo Casper)
9. Canção de Adoração (Marcelo Manhães)
10. Até Aqui Me Sustentou (part. Cássia Kelly) (Bruna Karla)
11. Cristo Vive (Júnior Maciel e Josias Teixeira)
12. Boa Semente (Marcelo Manhães)

## Ficha Técnica
- Produção musical: Bruno Santos
- Arranjos: Kleyton Martins
- Arranjos de cordas e regência: Ronaldo Oliveira
- Pianos, teclados, synths e loops: Kleyton Martins
- Guitarras e violões: Henrique Garcia
- Baixo nas músicas 1, 2, 3, 4, 5, 8, 10 e 12: Charles Martins
- Baixo nas músicas 6, 7, 9 e 11: Douglas Vianna
- Bateria nas músicas 1, 2, 3, 4, 5, 8, 10 e 12: Valmir Bessa
- Bateria nas músicas 6, 7, 9 e 11: Thiago Reuel
- Violinos: Aramis Rocha, Alex Braga, Alexandre Cunha, Anderson Santoro, Cléber Albuquerque, Cuca, Gerson Souza, Guilherme Sotero, Hugo Farias, Marcos Sheffel, Milton Júnior, Robson Rocha, Rodolfo Lota, Rodrigo Silva, Ugo Kageyama e Wagner Luiz
- Violas: Daniel Pires, Everton de Souza, Tiago Vieira e Alexandre de Leon
- Cellos: Danilo de Souza, Deni Rocha, Renato de Sá e Joel de Souza
- Vocal: Adiel Ferr, Tadeu Chuff, Jill Viegas, Fael Magalhães e Jairo Bonfim
- Fonoaudióloga: Lilian Azevedo
- Gravação de voz e mixagem no MK Studios e Criarte Studios
- Gravação de bases no MK Studios e Estúdio Casa D
- Gravação de cordas no Greenhouse Studios
- Técnico de gravação e mixagem: Bene Maldonado
- Masterizado no Magic Master por Ricardo Garcia
- Fotos: Alex Santana
- Criação e arte: MK Music

## Lives Sessions/Clipes
| Música                                     | Lançamento             | Tipo         |
| ------------------------------------------ | ---------------------- | ------------ |
| Força                                      | 28 de abril de 2017    | Live Session |
| O Que Darei a Ti                           | 18 de maio de 2017     | Live Session |
| Meu Melhor Amigo (Part. Aline Barros)      | 30 de maio de 2017     | Live Session |
| Fé e a Razão                               | 13 de junho de 2017    | Live Session |
| Deus do Impossível (O Grande eu sou)       | 28 de junho de 2017    | Live Session |
| Até Aqui Me Sustentou (Part. Cássia Kelly) | 12 de julho de 2017    | Live Session |
| Nova Criatura                              | 25 de julho de 2017    | Live Session |
| Meu Deus Cuidará de Mim                    | 9 de agosto de 2017    | Live Session |
| Canção de Adoração                         | 23 de agosto de 2017   | Live Session |
| Quando Eu Clamo                            | 12 de setembro de 2017 | Live Session |
| Cristo Vive                                | 11 de outubro de 2017  | Live Session |
| Boa Semente                                | 8 de novembro de 2017  | Live Session |
| Fé e a Razão                               | 2 de março de 2018     | Clipe        |
| Boa Semente                                | 16 de abril de 2018    | Clipe        |